# Pia Kjærsgaard

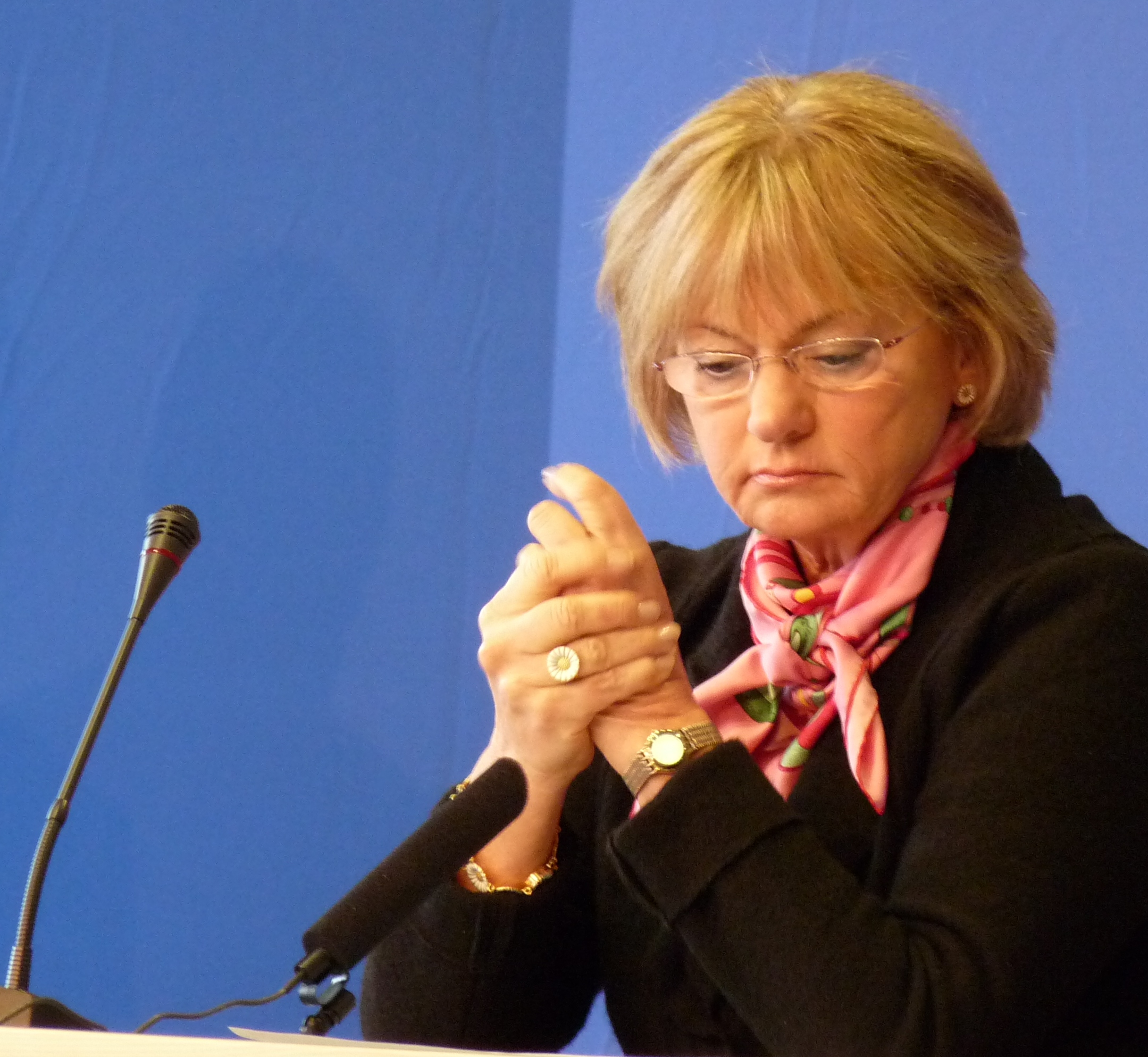
Pia Kjærsgaard 2009

Pia Merete Kjærsgaard (* 23. Februar 1947 in Kopenhagen) ist eine dänische Politikerin. Als Initiatorin und Vorsitzende (1995 bis 2012) der rechtspopulistischen Dansk Folkeparti (Dänische Volkspartei, kurz DF) profilierte sie sich vor allem im Kampf gegen Einwanderung und Multikulturalismus. Sie sicherte die parlamentarische Unterstützung der Minderheitsregierungen von Anders Fogh Rasmussen und Lars Løkke Rasmussen von 2001 bis 2011. 2015 bis 2019 war sie Parlamentspräsidentin des Folketing.

## Hintergrund
Kjærsgaard ist die Tochter des Kaufmanns Poul Kjærsgaard und seiner Frau Inge Munch Jensen. Nach Abschluss der Volksschule 1963 besuchte sie bis 1965 die Handelsschule in Kopenhagen. 1963–1967 arbeitete sie in der häuslichen Seniorenpflege in Gentofte. 1978–1984 war sie Büroangestellte in der Versicherungs- und der Werbebranche.

## Politik
Kjærsgaard begann ihre politische Laufbahn als Kandidatin der dänischen Fortschrittspartei im Wahlkreis Ryvang (1979–1981), später in den Wahlkreisen Ballerup und Gladsaxe (1981–1983), Hvidovre (1983–1984) und schließlich im Wahlkreis Middelfart (1984–1995). 1984 erhielt sie für die Fortschrittspartei ihren ersten Sitz im Folketing, dem dänischen Parlament. Ab 1987 trat sie als Spitzenkandidatin an.
1995 verließ Kjærsgaard die Fortschrittspartei nach innerparteilichem Streit und gründete mit anderen zusammen die Dänische Volkspartei. 1997 kandidierte sie für die DF in Glostrup, später in Hellerup und Gentofte (1997–2005) und erhielt erneut einen Sitz im Folketing.
In dem Maße, in dem sich die Wähler von der Fortschrittspartei abwandten, konnte die DF Stimmen hinzugewinnen. 2001 wurde sie mit 12 Prozent drittgrößte politische Kraft. Kjærsgaard erhielt 2005 als Kandidatin 38.347 Vorzugsstimmen, was nur vom damaligen Ministerpräsidenten Anders Fogh Rasmussen übertroffen wurde. Die DF bildete eine vor allem nationale und nativistische Plattform auf der Linie anderer europäischer Rechtsparteien. Sie trat einerseits für Strafrechtsverschärfungen und strenge Zuwanderungsbegrenzung ein, andererseits für eine Ausweitung sozialer Leistungen. Durch Zusammenarbeit mit der Regierung von Anders Fogh Rasmussen (liberale Venstre) konnte sie einige ihrer politischen Forderungen durchsetzen.
Am 15. September 2012 übergab Kjærsgaard den Parteivorsitz an Kristian Thulesen Dahl. Seitdem bekleidete sie den neugeschaffenen Posten einer Wertepolitischen Sprecherin (dän. værdiordfører) und rückte ins Präsidium des Folketings ein. Im Anschluss an die Folketingswahl 2015 wurde sie Parlamentspräsidentin. Dieses Amt hatte sie bis 2019 inne.

### Positionen und Ziele
Kjærsgaards meistgenannte Ziele sind, die Einwanderung nach Dänemark zu begrenzen, die Fürsorge für ältere Menschen auszubauen und die Souveränität des Landes gegenüber der Europäischen Union zu erhalten. Im dänischen Euro-Referendum setzte sie sich 2000 erfolgreich gegen die Einführung des Euro ein.
2002 erklärte sie: „Das Gesetz zur sozialen Sicherheit ist passé, denn es war auf die dänische Familientradition und Arbeitsethik zugeschnitten und nicht auf Muslime, die es für richtig halten, andere für sich sorgen zu lassen, während die Ehefrau viele Kinder gebärt. Die Kinderzulage wird ausgenutzt, so dass ein Immigrant allein durch seine Kinderzahl ein Spitzeneinkommen erzielt. Der Strafrahmen für Gruppenvergewaltigung muss erhöht werden, da dieses Problem erst mit dem Vandalismus der vielen asozialen Immigranten der zweiten Generation entstanden ist.“
2008 sprach sie sich für eine Aufnahme Taiwans in die Weltgesundheitsorganisation und die Vereinten Nationen aus.

### Kontroversen und Vorfälle
Am 24. März 1998 wurde Kjærsgaard während einer Demonstration autonomer Linker im Kopenhagener Distrikt Nørrebro angegriffen.
2001 bezeichnete sie in einer DF-Publikation Muslime als Leute, die „lügen, betrügen und täuschen“, und wurde daraufhin wegen „rassistischer“ Äußerungen angezeigt. Die Polizei lehnte ein Verfahren gegen Kjærsgaard ab und erklärte, es bestünden keine Anhaltspunkte, dass ihre Aussagen gegen Rassismusgesetze verstießen.
2002 musste sie 3000 dänische Kronen Strafe für das Bedrohen einer Frau mit Pfefferspray bezahlen, dessen Verwendung in Dänemark verboten ist. Kjærsgaard erklärte, sie habe sich durch das Verhalten der Frau eingeschüchtert und bedroht gefühlt, und gab ihre Absicht bekannt, für eine Änderung des Waffenrechtes einzutreten.
2003 unterlag sie bei einer Beleidigungsklage vor dem obersten dänischen Gerichtshof gegen die Anti-EU-Aktivistin Karen Sunds, die Kjærsgaards Standpunkte als „rassistisch“ bezeichnet hatte. Das Gericht entschied, dass Sunds ihr nur eine negative Meinung über Migranten, jedoch keinen Rassismus im biologistischen oder nationalsozialistischen Sinne unterstellt habe.
2007 behauptete Kjærsgaard während einer Parlamentssitzung von Mitgliedern des Jugendverbandes der Socialistisk Folkeparti verbal angegriffen worden zu sein. Sie verlangte daraufhin eine Entschuldigung von Villy Søvndal, dem Vorsitzenden der Partei. Die Videoaufnahmen bestätigten die Vorwürfe von Kjærsgaard nicht, sondern zeigten stattdessen eine Gruppe von Leuten des Jugendverbandes der rotgrünen Enhedslisten – de rød-grønne, die sie mit Konfetti bewarfen und dazu Lieder sangen.
Am 23. Februar 2019 forderte die Abgeordnete der Radikale Venstre, Zenia Stampe, auf Facebook dazu auf, Kjærsgaard als Parlamentspräsidentin abzusetzen. Demnach hat sich Kjærsgaard in einer Parlamentsdebatte parteiisch verhalten und ihren Parteikollegen Kenneth Kristensen Berth gegen Rassismusvorwürfe verteidigt.